# Tord Byquist

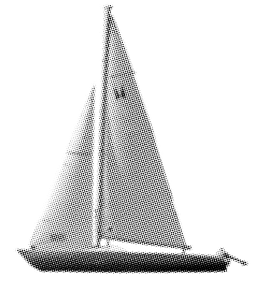
Mustang Jr

Tord Gösta Erland Byquist, född 7 juni 1929, död 26 februari 2006 i Hedvig Eleonora församling i Stockholm, var en svensk mariningenjör och båtkonstruktör. 
Han växte upp i Arvika. 
Tord Byquist var lärare på Kungliga Tekniska högskolan i Stockholm med strömningsteknik som specialitet. Han ritade också ett fåtal segelbåtsmodeller. Byquist är begravd på Arvika kyrkogård.

## Konstruerade båtar
- Omkring 1965 Mustang, entyps segelbåt, 9,5 meter lång, byggd på Arvika Plastindustri till omkring 1970 [4]
- 1968 Mustang Jr, entyps segelbåt, 6,32 meter lång, byggd på Fisksätra varv 1968–1971
- 1971 Rapid, entyps segelbåt, 10,6 meter lång, byggd av Rapid Marin i Arvika [5]